# Серовский муниципальный округ
Серо́вский городской округ — муниципальное образование в Свердловской области России. Относится к Северному управленческому округу области.
Административный центр — город Серов.
С точки зрения административно-территориального устройства области, городской округ находится на территории административно-территориальной единицы город Серов (соответствует категории города областного подчинения).
С 1 января 2025 года имеет статус муниципального округа.

## География
Серовский городской округ расположен на севере Свердловской области, в центральной части Северного округа в составе области. Площадь Серовского городского округа — 6690 км², что составляет приблизительно 3,44% от общей площади Свердловской области. Территория Серовского городского округа в настоящее время полностью совпадает с территорией административно-территориальной единицы «город Серов». До 1 октября 2017 года данная административно-территориальная единица включала только город Серов и Филькинский сельсовет и занимала площадь 341,6 км². Остальная территория городского округа была частью Серовского района.
Серовский городской округ расположен к востоку от Уральского хребта, на условной границе Среднего Урала и Западной Сибири. Протяжённость территории городского округа с севера на юг составляет 120 километров, с запада на восток — 88 километров.
Серовский городской округ, которому соответствует административно-территориальная единица «город Серов», граничит:
- на севере — с Ивдельским городским округом, территория которого является частью административно-территориальной единицы «город Ивдель»,
- на востоке — с Гаринским городским округом, которому соответствует Гаринский район,
- на юго-востоке — с Сосьвинским городским округом, которому соответствует Серовский район,
- на юге и юго-западе — с Новолялинским городским округом, которому соответствует Новолялинский район,
- на западе — с городским округом Краснотурьинск, которому соответствует административно-территориальная единица «город Краснотурьинск»,
- на северо-западе — с Волчанским городским округом, территория которого является частью административно-территориальной единицы «город Карпинск», и Североуральским городским округом, которому соответствует административно-территориальная единица «город Североуральск».

Окружной центр — город Серов — расположен в западной части муниципального образования. Он является транспортным узлом городского округа, а также севера Свердловской области в целом. Город является началом автодороги Р352 (Серовского тракта), которая соединяет север области с Нижним Тагилом и Екатеринбургом. Также от города ведут автодороги на запад, в сторону Краснотурьинска и Североуральска; на восток и север, в сторону сельских населённых пунктов городского округа; на юго-восток, в сторону Сосьвы. Город также является узлом нескольких направлений Свердловской железной дороги — от станции Серов есть 4 направления: на Екатеринбург, Бокситы, Ивдель, Алапаевск. Участки данных автодорог и железной дороги в пределах Серовского городского округа соединяют большую часть населённых пунктов городского округа с его центром. Дорожные сети пролегают в западной и южной частях Серовского городского округа — в этих же частях находятся населённые пункты муниципального образования. В центральной, северной и восточной части Серовского городского округа поселения отсутствуют.
Бо́льшая часть Серовского городского округа занята тайгой. Городской округ лежит в среднем течении реки Сосьвы, протекающей с севера на юг муниципального образования, немного отклоняясь на восток от чёткого меридионального направления. В границах городского округа в Сосьву впадают ряд притоков: Атюс, Большая Волчанка, Лангур, Межевая (верхний приток), Большая Межевая, Проничева, Канатка, Турья, Реутовская, Паскотная, Кедровка, Межевая (нижний приток), Каква, Таньша, Еловка, Красноярка, Прорвинская, Морозкова, Палькина, Пинькина,  Сотрина и др. Через крайнюю северо-восточную часть городского округа также протекает река Лозьва, которая сливается с Сосьвой за пределами округа, образуя реку Тавду. Восточная часть Серовского городского округа сильно заболочена. Имеется несколько некрупных по площади озёр.
В 10 километрах севернее города Серова расположено Серовское никелевое месторождение.

## История
17 декабря 1995 года по итогам местного референдума было создано муниципальное образование город Серов, на тот момент территориально полностью совпадавшее с административно-территориальной единицей. Сельские населённые пункты, составлявшие Филькинский сельсовет как административно-территориальную единицу, образовали внутригородское муниципальное образование Филькинский сельский совет. 10 ноября 1996 года муниципальные образования было включено в областной реестр.
С 31 декабря 2004 года муниципальное образование город Серов было наделено статусом городского округа.
С 1 января 2006 года муниципальное образование «город Серов» переименовано в Серовский городской округ.
12 июля 2007 года в Серовский городской округ были включены некоторые населённые пункты из состава Сосьвинского городского округа.
С 1 января 2025 года Серовский городской округ будет называться Серовским муниципальным округом. Такое решение было принято  25 апреля 2024 года, во время заседания Думы СГО.

## Население
| 2002     | 2009     | 2010     | 2011     | 2012     | 2013     | 2014     |
| -------- | -------- | -------- | -------- | -------- | -------- | -------- |
| 101 824  | ↘100 278 | ↗108 522 | ↘108 356 | ↘108 028 | ↘107 779 | ↘107 165 |
| 2015     | 2016     | 2017     | 2018     | 2019     | 2020     | 2021     |
| ↘106 775 | ↘106 572 | ↘106 217 | ↘105 691 | ↘104 790 | ↘103 890 | ↘100 545 |
| 2023     |          |          |          |          |          |          |
| ↘99 332  |          |          |          |          |          |          |

### Урбанизация
В городских условиях (город Серов) проживают 93,82 % населения округа.

## Состав
В состав Серовского городского округа входят 37 населённых пунктов.
| №  | Населённый пункт | Тип населённого пункта        | Население |
| -- | ---------------- | ----------------------------- | --------- |
| 1  | Андриановичи     | село                          | ↘551      |
| 2  | Боровой          | посёлок                       | ↘44       |
| 3  | Вагранская       | посёлок                       | ↗74       |
| 4  | Еловка           | деревня                       | ↗47       |
| 5  | Еловка Новая     | посёлок                       | ↗53       |
| 6  | Еловый Падун     | деревня                       | ↘75       |
| 7  | Ключевой         | посёлок                       | ↘181      |
| 8  | Кордон           | посёлок                       | ↘16       |
| 9  | Красноглинный    | посёлок                       | ↘1372     |
| 10 | Красноярка       | посёлок                       | ↘1608     |
| 11 | Красный Яр       | посёлок                       | ↘170      |
| 12 | Ларьковка        | посёлок                       | ↘1395     |
| 13 | Лесоразработки   | посёлок                       | ↘9        |
| 14 | Магина           | деревня                       | ↘26       |
| 15 | Марсяты          | посёлок                       | ↘497      |
| 16 | Масловка         | деревня                       | →0        |
| 17 | Межевая          | посёлок                       | ↘0        |
| 18 | Мирный           | посёлок                       | ↘26       |
| 19 | Морозково        | деревня                       | ↘168      |
| 20 | Морозково        | посёлок                       | ↘0        |
| 21 | Морозково        | хутор                         | ↗10       |
| 22 | Нижняя Пристань  | посёлок                       | →0        |
| 23 | Новое Сотрино    | посёлок                       | ↘40       |
| 24 | Первомайский     | посёлок                       | ↘303      |
| 25 | Петрова          | деревня                       | ↘26       |
| 26 | Подгарничный     | посёлок                       | ↘11       |
| 27 | Поперечный       | посёлок                       | ↘0        |
| 28 | Поспелкова       | деревня                       | ↗237      |
| 29 | Поспелково       | посёлок                       | ↘11       |
| 30 | Семёнова         | деревня                       | ↘162      |
| 31 | Серов            | город, административный центр | ↘93 192   |
| 32 | Сотрино          | посёлок                       | ↘80       |
| 33 | Старое Морозково | посёлок                       | ↘0        |
| 34 | Танковичи        | посёлок                       | →0        |
| 35 | Урай             | посёлок                       | ↘20       |
| 36 | Филькино         | село                          | ↘1818     |
| 37 | Черноярский      | посёлок                       | ↘119      |

12 октября 2004 года был упразднён посёлок Источник, располагавшийся в административных границах города Серова, но относившийся к Еловскому сельсовету Серовского района, согласно справочникам административно-территориального устройства и ОКАТО.